# میشل لامونت
میشل لامونت (به انگلیسی: Michèle Lamont) (زاده ۱۹۵۷ در تورنتو، انتاریو) جامعه‌شناس و استاد مطالعات اروپایی و جامعه‌شناسی و مطالعات آمریکایی آفریقایی در دانشگاه هاروارد است.
او از سال ۲۰۱۶ تا ۲۰۱۷ به عنوان ۱۰۸مین رئیس انجمن جامعه‌شناسی آمریکا خدمت کرده‌است.
در سال ۲۰۱۷، او جایزه اراسموس را دریافت کرد و به او، ۳ دکترای افتخاری (از دانشگاه اتاوا، دانشگاه بوردو و دانشگاه آمستردام) اهدا شد.

## حرفه
لامونت در سال ۱۹۷۹ لیسانس و کارشناسی ارشد خود را در رشته تئوری سیاسی در دانشگاه اتاوا به پایان رساند.
وی در سال ۱۹۸۳ مدرک دکترای فلسفه خود را در جامعه‌شناسی از دانشگاه لا سوربن فرانسه کرد و از سال ۱۹۸۳–۱۹۸۵ همکار فوق دکترا در دانشگاه استنفورد بود.
لامونت به عنوان استاد در دانشگاه تگزاس-آستین (۱۹۸۵–۱۹۸۷)، دانشگاه پرینستون (۱۹۸۷–۱۹۹۳) و دانشگاه هاروارد (۲۰۰۲ - اکنون) خدمت کرد.
از سال ۲۰۰۲، لامونت به عنوان مدیرعامل برنامه موفقیت جوامع مؤسسه تحقیقات پیشرفته کانادا فعالیت داشته‌است. برنامه میان رشته‌ای دانشمندان برجسته اجتماعی را که سه بار در سال ملاقات می‌کنند گردهم می‌آورد تا در مورد چگونگی مواجهه جوامع با انواع مختلفی از چالش‌ها صحبت کنند.
این گروه دو کتاب تولید کرده‌است: جوامع موفق: چگونه نهادها و فرهنگ بر سلامت تأثیر می‌گذارند (۲۰۰۹) و تاب آوری اجتماعی در عصر نئو لیبرال (۲۰۱۳). هردو کتاب توسط انتشارات دانشگاه کمبریج چاپ شده‌است.
در سال ۲۰۰۹ و ۲۰۱۰، لامونت به عنوان مشاور ارشد توسعه دانشکده و تنوع در دانشکده هنر و علوم در دانشگاه هاروارد خدمت کرد. در ژوئیه سال ۲۰۱۵، لامونت یک وظیفه پنج ساله را به عنوان مدیر مرکز امور بین‌المللی وایتهدد (WCFIA) آغاز کرد. این مرکز از بزرگترین مراکز علوم اجتماعی دانشگاه هاروارد است.
لامونت به عنوان استاد مهمان در مؤسسات مختلفی از جمله کالج فرانسه، موسسه مطالعات سیاسی پاریس، دانشگاه پاریس، مدرسه عالی مطالعات علوم اجتماعی، دانشگاه گوتنبرگ و دانشگاه تل آویو بوده‌است. وی عضو مرکز تحقیقات پیشرفته مطالعات رفتاری در دانشگاه استنفورد، دریافت کننده کمک هزینه گوگنهایم، و عضو بنیاد راسل سیج بوده‌است. از ۲۰۰۶–۲۰۰۹ به ریاست شورای مطالعات اروپا درآمد و چندین جایزه علمی و تمایز برای تحقیقات و خدمات خود دریافت کرد.

## کمک به جامعه‌شناسی
آثار اصلی لامونت مفاهیم مشترک مردم از ارزش تأثیر و حفظ انواع سلسله مراتب اجتماعی و نابرابری را مقایسه می‌کند. او نگران نقش فرایندهای مختلف فرهنگی در ایجاد و تولید مثل نابرابری است.
برخی از جدیدترین کتاب‌های منتشر شده وی عبارتند از: مقاله برنده جایزه اراسموس، "منشأ نابرابری: مرزهای اخلاقی ، محرومیت و ارزیابی علمی" . آخرین کتاب او با عنوان" احترام: پاسخ به ننگ و تبعیض در ایالات متحده ، برزیل و اسرائیل"است.
وی در حال حاضر در هیئت‌های علمی مختلفی از جمله: شورای انجمن‌های آموخته آمریکا (ACLS)، انستیتو فارغ التحصیلان مطالعات بین‌المللی و توسعه (IHEID)، مؤسسه ماکس پلانک برای مطالعه تنوع مذهبی و قومی، پژوهشگاه پرینستون برای مطالعات بین‌المللی و منطقه ای (PIIRS) و مرکز Nordic برای تحقیقات در مورد برابری جنسیتی در تحقیق و نوآوری (NORDICORE) عضو می‌باشد.
نوشتن‌های ابتدایی لامونت، انتقادات مؤثری را در مورد کار پیر بوردیو، جامعه‌شناس برجسته که با وی در پاریس تحصیل می‌کرد، شکل می‌داد.
کتاب اول او با نام " پول، اخلاق، رفتارها " نشان می‌دهد که تئوری‌های بوردیو در مورد سرمایه فرهنگی و سکونت ، سیگنال‌های وضعیت اخلاقی و عادت واره‌های ملی را نادیده می‌گیرد که تفاوت در فرهنگ‌های طبقاتی آمریکایی و فرانسه را توضیح می‌دهد. این انتقاد، زمینه را برای ادبیات بزرگ آمریکایی فراهم ساخت که نقشی بر اثر بوردیو داشت، اما بر پایه آن بنا شد. این جنبش همزمان با توسعه جامعه‌شناسی فرهنگی در جامعه‌شناسی آمریکا بود. لامونت با همراهی جامعه‌شناسانش، آن سویدلر، مایکل شوودسون و افراد دیگر، در تعیین دستور کار مطالعات علمی «معنا سازی» در جامعه‌شناسی کمک کرد. تحقیقات لامونت و همکارانش اهمیت در نظر گرفتن جنبه‌های مختلف فرهنگ را به عنوان توضیح و توضیحی در علوم اجتماعی به عنوان چیزی فراتر از «مقوله باقیمانده» نشان دادند.
تمایز لامونت بین مرزهای «نمادین» و «اجتماعی» چارچوبی را فراهم می‌کند که در آن می‌توان نقش علّی مستقل جهان بینی‌های فرد را در تبیین پدیده‌های ساختاری مانند نابرابری بررسی کرد. مرزهای نمادین «تمایزهای مفهومی است که توسط بازیگران اجتماعی انجام می‌شود … که افراد را به گروه‌ها جدا می‌کند و احساس تشابه و عضویت گروهی را ایجاد می‌کند.» برعکس، «مرزهای اجتماعی اشکال عینی اختلافات اجتماعی هستند که در دسترسی نابرابر به توزیع نابرابر منابع … و فرصتهای اجتماعی آشکار می‌شوند.» هنگام انجام این تمایز، لامونت اذعان می‌کند که مرزهای نمادین شرط "لازم اما ناکافی" برای تحولات اجتماعی است. "فقط وقتی مرزهای نمادین مورد توافق گسترده قرار می‌گیرند، می‌توانند شخصیت محدود کننده ای را بدست آورند …
کار لامونت چارچوب " کار مرزی " را برای پرونده روابط نژاد آمریکایی و فرانسوی اعمال کرده‌است. لامونت در کتاب کرامت مردان کارگر، نشان می‌دهد که چگونه برداشت‌های سفید و آفریقایی-آمریکایی از طبقه دربرداشت‌های بسیار متفاوت از ارزش خود است. در یک پروژه مشترک جدید که از این تحقیق نتیجه گرفته‌است، لامونت به مقایسه چگونگی پاسخ گروه‌های سختگیرانه به محرومیت قومی در ایالات متحده، برزیل و اسرائیل می‌پردازد.
لامونت در کتاب خود در سال ۲۰۰۹، چگونه استادان فکر می‌کنند: درون دنیای کنجکاو داوری دانشگاهی، چگونگی بحث اصول، اهمیت اجتماعی و معنوی و موارد دیگر را مورد بحث و بررسی قرار می‌دهند.
همچنین مکان ارزیابی نفس، احساسات و تعامل در ارزیابی را تحلیل می‌کند. این کتاب در مباحث فعلی دربارهٔ بودجه، ارزیابی و فرهنگ حسابرسی در ایالات متحده و اروپا تأثیر گذاشته‌است. مورد توجه ویژه این سؤال است که آیا باید علوم اجتماعی با معیارهای متفاوتی نسبت به علوم ارزیابی شود. با این کتاب، لامونت برنامه جامع تری در جامعه‌شناسی ارزیابی (از جمله مقاله ۲۰۱۲ وی «به سمت یک جامعه‌شناسی ارزیابی و ارزیابی») راه اندازی کرده‌است، که همچنین به علاقه روزافزون جامعه‌شناسی ارزش گذاری پیوند می‌زند.

## جوایز و افتخارات
لامونت برای کارهای علمی خود، جوایز زیر را دریافت کرده‌است:
- جایزه اراسموس (۲۰۱۷)[۳]
- جایزه اندرو کارنگی، شرکت کارنگی نیویورک (۲۰۱۹)[۱۵]

## برگزیده کتاب‌ها
- Lamont, Michèle; Moraes Silva, Graziella; Welburn, Jessica S.; Guetzkow, Joshua; Mizrachi, Nissim; Herzog, Hanna; Reislast, Elisa (2017). Getting Respect: Responding to Stigma and Discrimination in the United States, Brazil, and Israel. Princeton, NJ: Princeton University Press. ISBN 978-0-691-16707-7.  Lamont, Michèle; Moraes Silva, Graziella; Welburn, Jessica S.; Guetzkow, Joshua; Mizrachi, Nissim; Herzog, Hanna; Reislast, Elisa (2017). Getting Respect: Responding to Stigma and Discrimination in the United States, Brazil, and Israel. Princeton, NJ: Princeton University Press. ISBN 978-0-691-16707-7.  Lamont, Michèle; Moraes Silva, Graziella; Welburn, Jessica S.; Guetzkow, Joshua; Mizrachi, Nissim; Herzog, Hanna; Reislast, Elisa (2017). Getting Respect: Responding to Stigma and Discrimination in the United States, Brazil, and Israel. Princeton, NJ: Princeton University Press. ISBN 978-0-691-16707-7.
- Lamont, Michele (1992).  Wolfe, Alan (ed.). Money, Morals and Manners: The Culture of the French and the American Upper-Middle Class. Morality and Society series. University of Chicago Press. ISBN 978-0-674-00992-9.  Lamont, Michele (1992).  Wolfe, Alan (ed.). Money, Morals and Manners: The Culture of the French and the American Upper-Middle Class. Morality and Society series. University of Chicago Press. ISBN 978-0-674-00992-9.  Lamont, Michele (1992).  Wolfe, Alan (ed.). Money, Morals and Manners: The Culture of the French and the American Upper-Middle Class. Morality and Society series. University of Chicago Press. ISBN 978-0-674-00992-9.
- Lamont, Michele (2002). The Dignity of Working Men: Morality and the Boundaries of Race, Class, and Immigration. Cambridge: Harvard University Press and New York: Russell Sage Foundation. ISBN 978-0-674-00992-9.  Lamont, Michele (2002). The Dignity of Working Men: Morality and the Boundaries of Race, Class, and Immigration. Cambridge: Harvard University Press and New York: Russell Sage Foundation. ISBN 978-0-674-00992-9.  Lamont, Michele (2002). The Dignity of Working Men: Morality and the Boundaries of Race, Class, and Immigration. Cambridge: Harvard University Press and New York: Russell Sage Foundation. ISBN 978-0-674-00992-9.
- Lamont, Michele (2009). How Professors Think: Inside the Curious World of Academic Judgment. Cambridge, MA: Harvard University Press. ISBN 978-0-674-05733-3.  Lamont, Michele (2009). How Professors Think: Inside the Curious World of Academic Judgment. Cambridge, MA: Harvard University Press. ISBN 978-0-674-05733-3.  Lamont, Michele (2009). How Professors Think: Inside the Curious World of Academic Judgment. Cambridge, MA: Harvard University Press. ISBN 978-0-674-05733-3.